# Matthias Hungerbühler
Johann Matthias Hungerbühler (Wittenbach, 2 settembre 1805 – San Gallo, 14 luglio 1884) è stato un avvocato e politico svizzero.

## Biografia
Figlio di Moritz Ludwig Hungerbühler, http://medico/ di campagna e nel contempo direttore di una clinica psichiatrica, e di Anna Catharina Gerster. Dopo il liceo cattolico di San Gallo, studiò teologia e filosofia, poi diritto a Friburgo in Brisgovia, Ginevra e Berlino dal 1822 al 1830 senza completare la formazione. Avvocato a San Gallo dal 1831, fu poi cancelliere di Stato dal 1835 al 1838. Nel 1843 sposò Johanna Staub, figlia di Fidel Staub, amministratore della tesoreria cantonale di Soletta.
Fu deputato liberale al Gran Consiglio di San Gallo dal 1835 al 1870 e dal 1873 al 1878, di cui fu presidente nel 1865. Divenne Consigliere di Stato dal 1838 al 1859, dal 1862 al 1864 e dal 1873 al 1878, dirigendo via via diversi dipartimenti: giustizia, polizia, interno, costruzioni, finanze, educazione. Fu inoltre per dieci volte Landamano, membro della Costituente dal 1859 al 1860 e nel 1861, e presidente del tribunale cantonale dal 1864 al 1873. Sul piano nazionale fu rappresentante federale a Svitto nel 1847-1848 dopo lo scioglimento del Sonderbund, delegato alla Dieta federale nel 1848 e membro del Consiglio nazionale 1848 al 1875, di cui fu presidente dal 1852 al 1853.
Dirigente dei liberali radicali del suo cantone, attorno al 1866 si avvicinò ai liberali moderati. Fautore nelle dispute religiose dell'idea di una Chiesa di Stato sul modello giuseppinista, nel 1856 sostenne l'introduzione di una scuola cantonale di confessione mista. Durante il Kulturkampf si oppose all'ultramontanismo. Di orientamento rigorosamente liberale in economia, palesato ad esempio dal suo sostegno alla ferrovia privata Wil-San Gallo-Rorschach del 1856, si mostrò tuttavia sensibile alle questioni sociali, specialmente quale presidente della Società di utilità pubblica dei cantoni di San Gallo e Appenzello, carica che ricoprì dal 1844 al 1867. Rispettivamente nel 1857 e nel 1858 ottenne la cittadinanza onoraria di Weesen e di Straubenzell.